# چارلی هافیکست
چارلی هافیکست (انگلیسی: Charlie Hafekost; ۲۲ مارس ۱۸۹۰ – ۱ ژانویهٔ ۱۹۶۷) بازیکن فوتبال اهل بریتانیا بود.
از باشگاه‌هایی که در آن بازی کرده‌است می‌توان به باشگاه فوتبال لیورپول اشاره کرد.